# ソニー・リーダー
ソニー・リーダー (Sony Reader) は、ソニーが発売していた電子書籍リーダーである。型番はPRS-。
2006年9月に北米・欧州市場で一号機となるPRS-500が発売。日本では2010年12月に発売され電子書籍事業に再参入した。2004年から2008年に発売されていた電子書籍端末LIBRIé（リブリエ）の姉妹機であるが、直接の互換性は持たない。

## 概要
LIBRIéと同じくディスプレイにE INK社の電子ペーパーを使い、液晶ディスプレイと比べて低電力で見やすい画面が特色。
リーダーストアなどの電子書籍ストアで購入した電子書籍・コミックスを、PCでダウンロードし、専用ランチャーを介して、本体とUSB接続した内蔵メモリかリムーバブルメディアにコピーしたものを閲覧することができる。
電子書籍のファイルフォーマットはEPUB/XMDFに対応しているほか、携帯コミック発のフォーマットで、概ね2010年以前にビットウェイ（現・出版デジタル機構）などで電子書籍化されソニー出資のパブリッシングリンクを含む他社で販売されてきた小説・デジタルコミックの多くが採用している.bookにも、2011年6月22日から対応している。また、デジタル著作権管理「Marlin DRM」によるプロテクトがかけられており、閲覧に当たっては購入時に使用した電子書籍ストアのアカウント（ID/パスワード）を登録しアクティベーションを行う必要がある。リーダーストアでは1つのMy Sony IDにつき同時に5台まで（マルチデバイス）の閲覧に対応している。
電子書籍の他、DOC、RTF、PDF、JPEG形式ファイルの表示にも対応している。
2011年以降に日本発売された機種では、Wi-Fiを内蔵しており、無線アクセスポイントを通じてインターネット接続をし、本体から直接電子書籍ストアに接続して購入・ダウンロードしたり、内蔵ブラウザでWebサイトの閲覧も可能である。なお、海外市場ではそれ以前からWi-Fiに対応している。日本市場では2011年にモバイルデータ通信（WAN）モジュールを搭載したG1を発売したが、後継機は出されず生産終了となった。
リムーバブルメディアは非搭載の350などを除く初期の機種ではメモリースティックとSDメモリーカードに対応したコンパチブルスロットを搭載しており、T1など2011年以降に日本発売された機種ではmicroSDカードスロットへ変更された。
また、日本市場で2011年以前に発売された350以外の機種では、デジタルオーディオプレーヤーとして音楽を聴くことができ、ヘッドフォン端子を備えている。LIBRIéと違いキーボードは省かれており、タッチパネルへの手書きメモ及びソフトウェアキーボードによる文字入力に対応している。なお、T1以前の機種は電磁スタイラス入力のみ対応している。
2014年に、欧米でのReader Storeのサービスを終了し、電子書籍端末事業から撤退することを発表。会員はKoboへ移行した。日本ではReader Storeのサービスは継続するもののPRS-T3の生産はすでに終了し、市場在庫が無くなるまでは販売は続けるが、後継機種は開発しない方針が明らかとなった。

## 電子書籍を購入できるオンラインストア
2010年12月にリーダーを発売して電子書籍市場に再参入した日本市場では、電子書籍の購入がソニーマーケティングが運営する「リーダーストア」に限定されていた。電子書籍配信のプラットフォームはブックリスタが担当しており、同社が出版社（版元）から調達したコンテンツを「リーダーストア」に供給し、ダウンロード販売する形となる。
2011年10月以降はリーダーストア以外の電子書籍サイトも対応を開始している。ただし、2013年10月時点では紀伊國屋書店のみ参入している。老舗のeBook Japan・hontoなどPC・スマートフォンでの閲覧を前提とした他社プラットフォームで電子書籍化されている日本の出版社の作品がブックリスタでは未配信であることが散見されている。
ブックリスタはauが2012年まで販売していた電子ブックリーダーbiblio Leaf SP02向けの「LISMO BOOK Store」にも供給しているが、両者間での電子書籍コンテンツの互換性は無く、コンテンツのポータビリティは不可である。
- ソニーマーケティング - リーダーストア
  - マルチデバイス（Reader/Android/PlayStation Vita/iOS）対応
- 紀伊國屋書店 - BookWebPlus
  - マルチデバイス（Android/iOS）対応であるが、Reader対応タイトルのみしかダウンロード・閲覧できない。
- 楽天 - 楽天イーブックストア Raboo
  - 自社展開するkobo事業への一本化から2013年1月22日で販売終了。同年3月31日サービス終了に伴い、購入コンテンツの再ダウンロードは不可。パナソニックが2011年8月に発売したカラー液晶の電子書籍端末「UT-PB1」とのマルチデバイスに対応していた。

## 日本で発売された機種

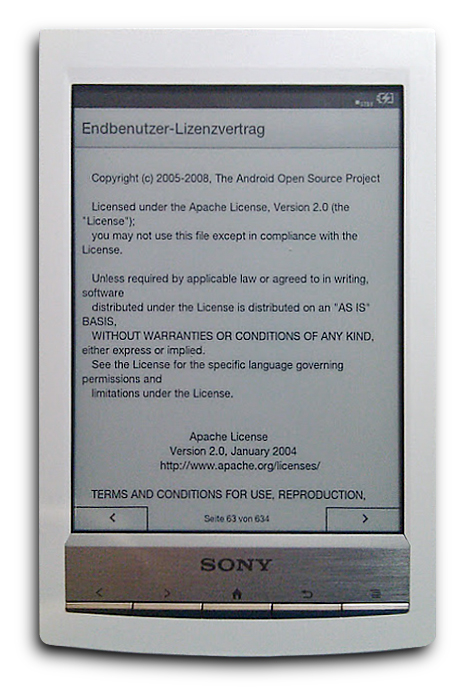
PRS-T1 表示はライセンステキスト（英語版）

### 2010年モデル
Touch Edition PRS-650
2010年12月発売。ディスプレイは600×800ドット、モノクロ16階調、6インチのE-Ink電子ペーパーを搭載。タッチ操作に対応。重量は215グラム。音楽再生機能を搭載しており、フォーマットはMP3、AACに対応。メモリーカードはメモリースティックDuoとSDメモリーカードに対応。発売時の価格は2万4800円。
Pocket Edition PRS-350
2010年12月発売。PRS-650より小さい5インチのディスプレイの他、カードスロットや音楽再生機能が搭載されていないなどの違いがある。重量は155グラム。発売時の価格は1万9800円。

### 2011年モデル
PRS-T1
2011年10月発売。重さは168g。Wi-Fiを内蔵し、本体で電子書籍の購入・ダウンロードに対応したモデル。一回の充電で約1万4千ページ分を読むことが出来る。外部メモリーはmicroSDカードに対応している。MP3、AACフォーマットに対応した音楽再生機能を搭載している。発売時価格は1万9800円。
PRS-G1
2011年11月発売。PRS-T1にモバイルデータ通信モジュール（auのCDMA2000 1xEV-DO MC-Rev.A3G通信、下り最大3.1Mbps）を搭載したモデル。重さは185g。当機種専用の二つの通信プランが用意されている。PRS-T1よりもバッテリー容量が大きく、一回の充電で約2万ページ分を読むことが出来る。発売時価格は2万5800円。

### 2012年モデル
PRS-T2
2012年9月発売。ディスプレイは600×800ドット、モノクロ16階調、6インチのE-Ink電子ペーパーを搭載。164g。Wi-Fi内蔵。一回の充電でPRS-T1の約2倍の3万ページ分を読むことができる。電子ペーパーの弱点でもあるリフレッシュ処理（白黒反転）の回数を低減、またコミックを除きユーザー側でその頻度を設定できるようになった。本機から別の端末で続きのページから読める同期機能を搭載し、別端末で読んでいたページの続きを同期できるようになった。またFacebookとEvernoteの閲覧・投稿に対応している。音楽再生機能は省略された。発売時の価格は9980円。

### 2013年モデル（最終モデル）
PRS-T3S
2013年10月発売。基本機能はPRS-T2と同等であり、電子ペーパーの解像度が758×1024ドットに。3分急速充電機能やタッチパネルへのスワイプで直接ページ送りが可能になるなど、全体的にはマイナーチェンジに留まっている。重量は約160グラム。欧州市場ではカバー付きで発売。日本市場ではカバーを別売りとしている。発売時価格は9980円

## 沿革
国名の表記なきものは、日本市場での内容である。
2006年
10月：アメリカ、カナダ、イギリス、ドイツ、フランス、オランダ、スイス、オーストリア、アイルランドにてSony Readerのサービスを開始。
2008年
12月26日：ソニーの電子書籍端末LIBRIeの国内販売を終了。
2009年
3月31日：LIBRIe・PC向けの電子書籍レンタルサイト「Time Book Town」が終了。LIBRIeで電子書籍の閲覧が出来なくなる。
2010年
9月：オーストラリア、ニュージーランド、スペイン、イタリアでサービスを開始。
11月25日：Sony Readerの日本市場参入を発表。
12月10日：PRS-650/350が発売され、リーダーストアがオープンする。
2011年
6月22日：.book（ドットブック）フォーマットに対応し、コミックがラインナップに加わる。
8月10日：楽天の電子書籍配信サイト「Raboo」が開設される。当初はパナソニックの電子書籍リーダー「UT-PB1」のみ対応だったが、11月初旬よりソニー・リーダーにも対応することが発表された。
10月20日：PRS-T1発売。紀伊國屋書店BookWebPlusがReaderに対応。
10月28日：リーダーストアにてEPUB3形式の電子書籍の販売を開始。閲覧対応端末にSony Tabletを追加し、マルチデバイスに対応する。雑誌等のカラーコンテンツをラインアップに加える。
11月7日：楽天イーブックストア「Raboo」がReaderに対応。
2012年
3月30日：リーダーがEPUB3形式のコミックに対応
6月29日：Xperiaシリーズ専用のビューワーアプリ「Reader for Xperia」をGoogle Playに公開しマルチデバイス端末化。
7月31日：J.K.ローリングの電子書籍配信サイト「ポッターモア」が日本版Readerに対応。
9月21日：PRS-T2発売。マルチデバイス間のページ同期機能の提供開始。
9月26日：楽天の「Raboo」が翌年3月31日で終了することが発表される。
10月11日：Google Playにビューワーアプリ「Reader for Android」を公開し、ソニー製以外のAndroid端末にも開放させ、マルチデバイス端末化。PlayStation Vitaにおいてもアップデートでビューワーを配信開始しマルチデバイス端末化した。なお、PS VitaではEPUB3形式のコミック・雑誌のみ閲覧可能（2013年10月時点）。
11月8日：アメリカでiOS向けビューワーアプリ「Reder for iOS」をApp Storeに公開。日本市場への投入予定は未発表。
2013年
3月31日：楽天イーブックストア「Raboo」の運営が終了し閉鎖される。
6月8日：日本経済新聞が「ソニー、日本国内向けにiOS対応Readerアプリを提供」として、2013年度後半にiOS版アプリの提供予定である旨を報道。
9月24日：リーダーストアが全面リニューアルされる。
10月3日：日本市場でiPhone/iPad向けビューワーアプリ「Reder for iOS」をApp Storeに公開。2013年10月時点ではEPUB3形式のコミック・雑誌のみダウンロード・閲覧可能であり、リーダーストアへのアクセス機能は持たない。
10月4日：日本市場でPRS-T3発売。
2014年
2月6日：ソニーのアメリカ法人は、アメリカ・カナダの「リーダーストア」を3月末で閉鎖すると発表、電子書籍データなどは楽天子会社のカナダKoboが展開する「Kobo Store」が引き継ぐ。
2017年
5月7日：リーダー端末のWi-Fi機能を使ってのリーダーストアからのコンテンツ購入サービスが終了。
2023年
3月31日をもって、PCおよびMac用のリーダーソフト（Reader for PC、Reader for Mac）のダウンロードが終了することが発表された。

## 日本での問題点
北米での事業展開と比較して、問題点がいくつかある。
- コンテンツの少なさ - 2012年8月31日現在で書籍が37,844冊[27]、コミックが22,466冊と米ソニー・リーダーの120万冊やAmazon Kindleの95万冊（但し全て洋書）に比べると圧倒的に少ない。
- 紙媒体と比べての割安感の低さ - 電子書籍のメリットとしてコストの安さがあり、ソニーでも電子書籍の方が紙よりも安いが、その価格差は出版社や出版日によってまちまちであり、約8千円の端末代(PRS-350)が加算されると紙の書籍よりもコスト安になるには大量の書籍（1冊あたり約100円の差額として、約80冊）を購入する読者のみとなる。よって現在のところ利用者にとっての利便性は、コミック等の連載書籍を在庫に関係なく一括しての購入が可能であり、またそれらを場所を取らずに保管でき、かつ持ち運びが可能という側面にあり、経済的なメリットは少ない。
- 日本発売のソニー・リーダーでは、海外のリーダー・ストアの電子書籍は読むことができない。これを読むためには、海外版ソニー・リーダーを用意しなければならない。